# 銀弱蜥魚
銀弱蜥魚為輻鰭魚綱仙女魚目青眼魚亞目崖蜥魚科的一種，分布於大西洋熱帶至亞熱帶海域，屬深海底棲性魚類，深度100-600公尺，體長可達21.4公分，棲息在底層水域，以浮游生物為食，生活習性不明。

## 擴展閱讀
維基物種上的相關：銀弱蜥魚